# Dragon Ball: Advanced Adventure
Dragon Ball: Advanced Adventure (ドラゴンボール アドバンス アドベンチャー, Doragon Bōru Adobansu Adobenchā) é um jogo eletrônico lançado para o Game Boy Advance baseado na série de mangá e anime Dragon Ball. O jogo contém 30 personagens jogáveis. Ele contém cinco modos de jogo. A história do jogo começa no início da série, quando Goku conhece Bulma, e vai para a batalha final contra o rei Piccolo.

## Modos de jogo

### Modo história
Goku segue a aventura de sua vida. A maioria dos arcos da história de Dragon Ball está representada; o único que notavelmente falta é o enredo "Piccolo Junior" do final da série Dragon Ball.
Há muitos itens para coletar no jogo, a maioria dos quais estão ocultos. Os itens incluem aqueles que aumentam a saúde do jogador e/ou ki, Dragon Balls, objetos como os óculos de sol do Mestre Roshi e o capacete ciborgue do Mercenary Tao. O jogador só pode jogar como Goku no início. Limpar o Story Mode de Goku uma vez desbloqueia a capacidade de jogar Story Mode com Kuririn. No entanto, com Kuririn, não há cenas ou história; apenas os níveis. O Modo História não pode ser jogado com nenhum outro personagem.
Existem três modelos de nível principal:
- Níveis da plataforma- Goku/Kuririn viaja por uma área e luta contra inimigos comuns.
- Nimbus levels- Goku/Kuririn luta contra inimigos no ar na Nuvem Nimbus.
- Níveis one-on-one- onde um personagem luta contra outro personagem individualmente, como nos torneios.

### Modo individual
Existe uma luta individual, em que se pode travar uma batalha entre o jogador e um oponente, como várias batalhas contra chefes no jogo. Este é um modo de batalha gratuito, onde você pode decidir em qual área você e seu oponente lutarão e quanto tempo a luta será. Suas escolhas iniciais são Goku e Kuririn, mas sempre que você derrota um personagem individual no Modo História, você ganha um efeito pessoal deles, que desbloqueia o personagem no modo Individual. Você pode jogar como Jackie Chun, Mercenário Tao, Vovô Gohan, Tien Shinhan, Rei Piccolo e Cyborg Tao depois de desbloqueá-los.
Além de batalhas individuais, um Modo de Sobrevivência também pode ser desbloqueado, completando o Modo História de Goku e Kuririn. Em um jogo no modo Survival, você é colocado em um torneio e pode selecionar qualquer um dos personagens que foram desbloqueados.

### Modo Versus
O modo multijogador do jogo, no qual 2 jogadores podem competir entre si com a maioria das opções disponíveis no Modo Individual.

### Modo extra
Após o jogador completar o Modo História de Goku, ele desbloqueia o Modo Extra. No Modo Extra, o jogador revisita todos os níveis no Modo História (sem as cenas) e os repete. O jogador tem todos os níveis disponíveis no início, em vez de precisar passar por eles em ordem. Existem dois objetivos principais a serem concluídos:
- Número Um: Todas as portas vermelhas vistas nos níveis agora podem ser abertas e uma quantidade maior de itens é colocada nos estágios. Os minijogos podem ser desbloqueados encontrando todos os 54 itens.
- Número Dois: A Lista de Caracteres do Modo Extra mostra 28 caracteres que o jogador pode desbloquear para uso no Modo Extra, além de Goku e Kuririn. Cada um deles tem um retrato correspondente escondido em um dos níveis que devem ser encontrados para desbloquear o personagem para uso. O terceiro e o quarto minijogos devem ser acessados antes que cada personagem possa ser desbloqueado. Depois disso, é altamente recomendável jogar no Modo Extra como cada personagem e aprender todos os seus movimentos. Tais personagens incluem Tien Shinhan, Yamcha, Chiaotzu, General Blue e outros inimigos diversos.

## Recepção
O jogo recebeu "críticas geralmente favoráveis", de acordo com o site de agregação crítica Metacritic. No Japão, a Famitsu obteve uma pontuação de um sete, um oito e dois setes, para um total de 29 dos 40.